# VI (álbum de You Me at Six)
VI es el sexto álbum de estudio de la banda británica You Me at Six. Fue lanzado el 5 de octubre de 2018, a través de Underdog Records y AWAL.

## Antecedentes
You Me at Six lanzó su quinto álbum Night People en enero de 2017. A pesar de alcanzar el número tres en el Reino Unido, recibió una recepción mixta tanto de sus fanáticos como de la crítica. Una semana después de que saliera el álbum, la banda no tenía gestión y se vieron atrapados en batallas legales privadas. La banda estaba inicialmente extasiada con el álbum en su lanzamiento, sin embargo, en agosto expresaron desdén por él. En varias ocasiones mientras hacían el álbum, los miembros se sintieron complacientes al intentar ser creativos y motivarse a sí mismos. Además, estaban rodeados de personas que no ayudaban a estimular su creatividad.
En septiembre, el guitarrista Max Helyer y el vocalista Josh Franceschi revelaron que estaban trabajando en nueva música en el estudio casero del baterista Dan Flint. Los miembros tuvieron conversaciones sobre si volver a visitar el sonido de su disco más exitoso, Cavalier Youth (2014). Finalmente, llegó un punto en el que Franceschi y Flint se contentaron con romper la banda si no podían avanzar musicalmente. Algún tiempo después, fueron a retiros de escritura en estudios residenciales a The Doghouse en Reading y Monkey Puzzle en Bury St Edmunds. Luego, el grupo hizo demostraciones pieza por pieza con bucles. Siempre que a un miembro se le ocurría una idea interesante, la intentaba antes de trabajar en otra. No pasaron a una nueva canción hasta que la actual en la que estaban trabajando estaba completa entre un 50 y un 60%.

## Lanzamiento y promoción
El 5 de junio de 2018, el sitio web de la banda se modificó para incluir un gran reloj de cuenta atrás. Al día siguiente, VI fue anunciado para su lanzamiento en octubre. Se revelaron la lista de canciones y el arte del álbum. Además, "3AM" y "Fast Forward" fueron lanzados como sencillo de doble cara. Por esta época, la banda actuó en los festivales Download y Community. El 1 de agosto, se lanzó un video musical para "3AM".
"I O U" se puso a disposición para su transmisión el 6 de agosto"Back Again" estuvo disponible para su transmisión el 20 de agosto luego de un estreno en BBC Radio 1. Fue lanzado como sencillo al día siguiente. VI fue lanzado el 5 de octubre a través del propio sello de la banda, Underdog Records y AWAL.

## Lista de canciones
| N.º | Título                    | Producer   | Duración |  |
| 1.  | «Fast Forward»            | Dan Austin | 3:14     |  |
| 2.  | «Straight to My Head»     | Austin     | 3:37     |  |
| 3.  | «Back Again»              | Austin     | 2:56     |  |
| 4.  | «Miracle in the Mourning» | Austin     | 3:15     |  |
| 5.  | «3AM»                     | Austin     | 3:34     |  |
| 6.  | «I O U»                   | Austin     | 3:31     |  |
| 7.  | «Pray for Me»             | Pott       | 3:05     |  |
| 8.  | «Predictable»             | Austin     | 3:56     |  |
| 9.  | «Danger»                  | Austin     | 3:11     |  |
| 10. | «Losing You»              | White      | 3:30     |  |

| Bonus tracks (Japón) |                           |          |  |
| N.º                  | Título                    | Duración |  |
| 11.                  | «Back Again» (acústico)   | 3:03     |  |
| 12.                  | «Fast Forward» (acústico) | 3:20     |  |

| Bonus CD (The VI Sessions) |                           |          |  |
| N.º                        | Título                    | Duración |  |
| 1.                         | «Predictable» (demo)      |          |  |
| 2.                         | «Danger» (demo)           |          |  |
| 3.                         | «Back Again» (acústico)   |          |  |
| 4.                         | «Fast Forward» (acústico) |          |  |

## Personal
You Me at Six
- Josh Franceschi – Voz
- Chris Miller – Guitarra líder
- Max Helyer – Guitarra rítmica
- Matt Barnes – Bajo
- Dan Flint – Batería, percusión